# Hermine Scholten
Hermina Elisabeth Christina Scholten (Hermine) Scholten (Heemstede, 6 mei 1881 – Epe, 5 juni 1953), tussen 1920 en 1935 ook wel Hermine Poel-Scholten, was een Nederlandse alt.
Zij was dochter van hotelhouder Harmanus Scholten en Elisabeth Christina Veldhorst en trouwde in 1920 met koopman Willem Frederik Poel.
Haar eerste muzieklessen vonden plaats op piano en viool; Christiaan Timmner was daarbij haar docent. Zanglessen volgden bij Aaltje Noordewier-Reddingius, Betsy Hol, Gerard Zalsman en Willem Mengelberg.
Als concertzangeres trad zij op in tal van Europese steden. Haar carrière liep vanaf 1903 tot midden jaren dertig, daarna raakte ze geheel in de vergetelheid. Ze maakte in de periode ook deel uit van het Zalsmankwartet met Johanna van de Linde, Jac. van Kempen en Zalsman. Tussen 1907 en 1924 zong ze 21 keer met het Concertgebouworkest, meest onder Mengelberg en Johan Schoonderbeek